# Кихеитаи
Кихеитаи (Јап.奇兵隊) била је добровољачка војна организација – милиција, основана од стране Чошу округа током Бакумацу периода у Јапану.

## О организацији
Основао ју је Такасуги Шинсаку, самурај из округа Чошу, 1863. године као формацију која броји око 300-400 људи из свих социјалних класа, укључујући фармере, трговце, самураје и др. Већина је долазила из округа Чошу, али је било волонтера и из осталих области. Кихетаи је остао познат по својој дисциплини и коришћењу западног ватреног оружја и војне технике. Делом је финансиран од стране Чошу округа док је остало добијено донацијама богатих трговаца и земљорадника. Захваљујући споразуму из Канагаве, Кихеитаи је започео тренд оснивања паравојних јединица базиране више на умећу него на социјалном статусу чланова. Исто тако је и Шинсенгуми, (полицијска снага Кјота верна Шогунату), обухватао је различите слојеве људи у својим редовима, а са Кихетаиом дели и годину оснивања. Обе организације настале су 1863. године.
Кихетаи је био део у борбама називаном „Борбардовање Шимоносекија“ 1864. године у којима су бродови Велике Британије, Француске, Холандије и САД топовима гађали луку и обалу града Шимоносекија, тадашње области Чошу. Самураји ове области су изгубили битку па су морнари бродова западних земаља са далеко надмоћнијим наоружањем врло брзо заузели обалу. Захваљујући Сакамото Рјоми и осталим самурајима из Тосе, једном завађени самураји из области Чошу-а и Сацуме удружују се против Шогуната. Као део организације која долази из Чошу-а, припадници Кихеитаиа помажу у збацивању феудалне власти тако што учествују у цивилном Бошин рату у периоду од 1868-69, што ће касније довести до Меиџи обнове.
Расформљена је 1868. године, годину дана након смрти њеног оснивача Такасуги Шинсакуа, а данас се сматра да је била велики утицај да Јапан оформи регуларну, модерну војску сачињену од људи свих статуса, опремљена модерним наоружањем и западном тактиком војевања.
Снаге Аизу-Вакамацу током Бошин рата и снаге Саиго Такаморија током побуне клана Сацума користили су име ‘Кихеитаи’ у својим борбама указујући на своје јединице.

## У популарној култури
У познатим стратегијским игрицама "Total War: Shogun 2" и наставку "Total War: Shogun 2: Fall of the Samurai" могуће је управљати јединицама Кихеитаиа. У игрици су представљени као елитна јединица уз коју играч лакше сакупља новац, регрутује и успешније одржава своје снаге.
У манги „Гинтама“, помиње се Кихетаи као специјална јединица под вођством Такасуги Шинсукеа, главног негативца серијала.